# بورا (خواننده)
بورا (کره‌ای: 김보라؛ زادهٔ ۳ مارس ۱۹۹۹) خواننده اهل کره جنوبی است. وی از سال ۲۰۱۹ میلادی تاکنون مشغول فعالیت بوده است.